# Pyrostre de Commerson
Pyrostria commersonii
Espèce
Le pyrostre de Commerson, ou bois mussard (Pyrostria commersonii),  est une espèce de plantes à fleurs de la famille des rubiacées. C'est un arbuste endémique des Mascareignes où elle trouvée sur l'île Maurice et à La Réunion dans le sud-ouest de l'océan Indien. Le pyroste de Commerson doit son nom au botaniste Philibert Commerson (1727-1773). Des exemplaires sont exposés au public au jardin botanique de Pamplemousses.

## Description
Cet arbuste peut atteindre 5 mètres de hauteur. Les feuilles sont simples, entières et opposée, légèrement luisantes sur la face supérieure. Les fleurs femelles sont solitaires, les fleurs mâles en cymes pédonculées de 3 à 5 fleurs. Le fruit est une petite drupe ronde.

## Habitat
Il est présent dans les forêts humides au-dessus de 300 mètres.